# Травма (фильм, 1993)
«Травма» (англ. Trauma) — кинофильм Дарио Ардженто.

## Сюжет
В районе Миннеаполиса орудует маньяк-убийца, отрезающий головы своим жертвам. Одними из его жертв становятся родители Ауры. Вместе со своим парнем она начинает расследование. Все нити ведут к её психиатру доктору Джадду.

## В ролях
| Актёр                 | Роль             |
| --------------------- | ---------------- |
| Джеймс Руссо          | капитан Трэвис   |
| Кристофер Райделл     | Дэвид Пэрсонс    |
| Азия Ардженто         | Аура Петреску    |
| Пайпер Лори           | Адриана Петреску |
| Фредерик Форрест      | доктор Джадд     |
| Лора Джонсон          | Грейс Харрингтон |
| Доминик Серран        | Стефан Петреску  |
| Айра Белград          | Арни             |
| Брэд Дуриф            | доктор Ллойд     |
| Хоуп Александр-Уиллис | Линда Куирк      |